# Коксочка
Коксочка — река в России, протекает по Усть-Канскому району Республики Алтай. Устье реки находится в 139 км от устья Коксы по левому берегу. Длина реки составляет 28 км.

## Данные водного реестра
По данным государственного водного реестра России относится к Верхнеобскому бассейновому округу, водохозяйственный участок реки — Катунь, речной подбассейн реки — Бия и Катунь. Речной бассейн реки — (Верхняя) Обь до впадения Иртыша.